# Kamil Nożyński
Kamil Nożyński, ps. Saful (ur. 22 września 1983 w Nowym Dworze Mazowieckim) – polski aktor, raper i członek zespołu Dixon37.

## Życiorys
Urodził się w Nowym Dworze Mazowieckim, choć w przestrzeni medialnej czasem pojawia się informacja, że jest z Warszawy.
Jest wokalistą zespołu Dixon37, z którym wydał trzy albumy: Lot na całe życie (2008), Oznz (2013) i KZK (2016). Za wszystkie z wydawnictw otrzymał certyfikat złotej płyty. 22 czerwca 2020 wydał solowy singiel „Cyberreal”, a 11 grudnia 2020 wydał z raperem ReTo utwór „LC500”. 24 września 2021 wydał solowy album pt. Krok w chmurach.
Jako aktor zadebiutował jesienią 2018 główną rolą w serialu HBO Ślepnąc od świateł. Zagrał również w filmie pt. Raport z Auschwitz (2020), który był słowackim kandydatem do Oscara. Zagrał epizodyczną rolę w filmie superbohaterskim Victorii Mahoney The Old Guard 2 (2025).

## Filmografia
- 2018: Ślepnąc od świateł jako Kuba Nitecki
- 2020: Raport z Auschwitz (Správa) jako Juzek
- 2021: Lokatorka jako policjant
- 2021: Lokatorka (serial) jako nadkomisarz Arkadiusz Reszka (odc. 1, 2, 4)
- 2024: Profilerka jako Adam Zembalski, mąż Danuty (odc. 4–11)
- 2025: Kibic jako „Chrobry”
- 2025: The Old Guard 2 jako „Louis”

Źródło:.